# Under the Shadow
Under the Shadow es un grupo de rock cristiano originario de la ciudad estadounidense de Albuquerque en Nuevo México. La banda raramente se conoce fuera de su territorio, pero ganaron renombre con la canción "Your Grace", al ser popular dentro de las iglesias Adventistas del Séptimo Día.

## Miembros
- Juan Marler (Guitarra, Líricas)
- Kevin Garner (Guitarra)
- Aaron Rodriguez (Tambores)
- Jerry (Bajo)

## Canciones
- Falling
- Breath Again
- ChEwY
- Your Grace
- Whole
- Not your Fate
- You Gave Me More
- Blind Pain
- Dim Reflection
- Just Wait
- I Already Miss You
- Fading Moment